# Оцифровування

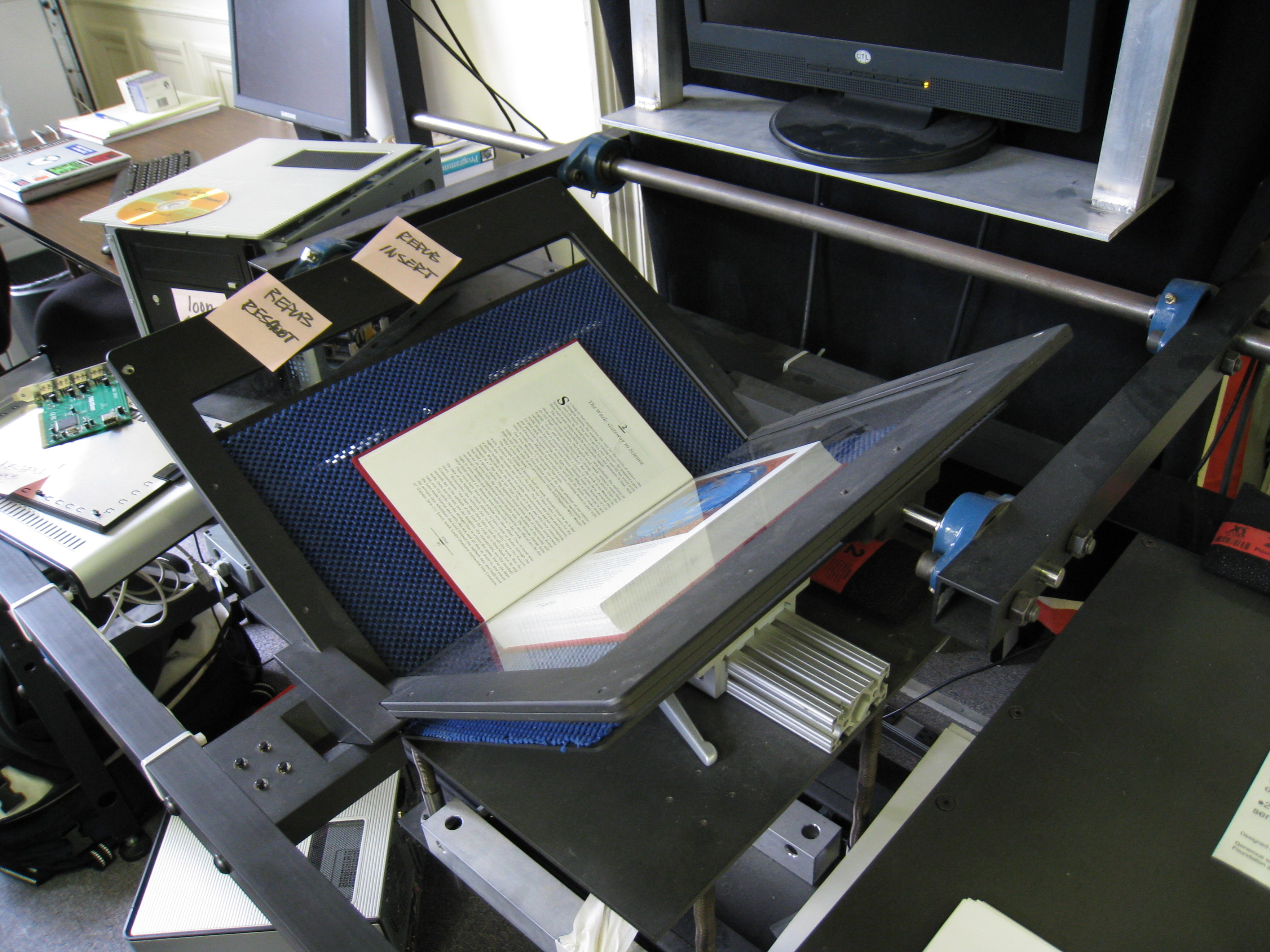
Сканер книжок у Інтернет-архіві

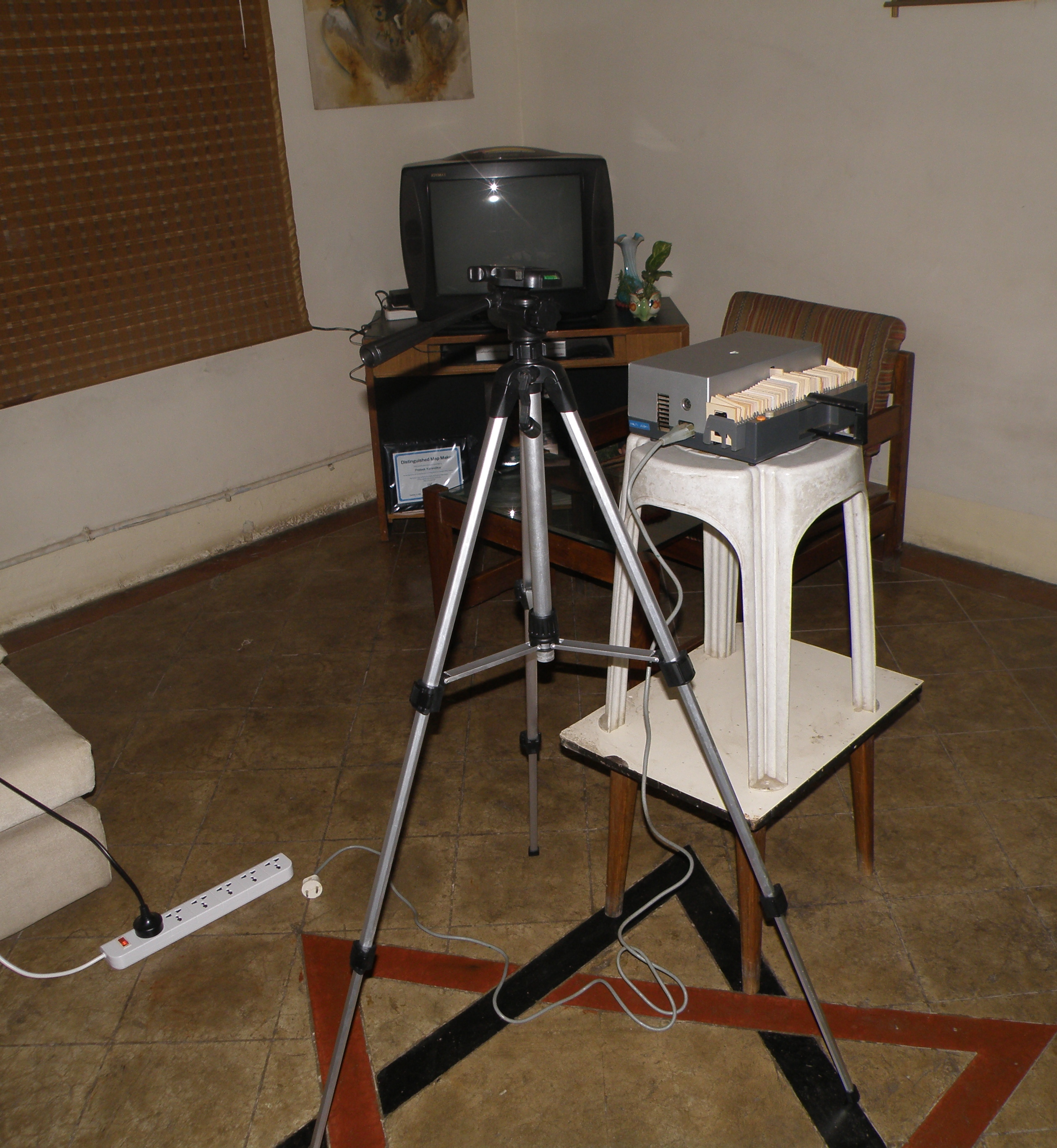
Оцифровування старих слайдів вдома за допомогою фотографування їхніх проєкцій, використовуючи діапроєктор, штатив, і цифрову камеру

Оцифро́вування, оцифрува́ння, диджиталіза́ція (англ. digitization — /ˌdɪdʒɪtaɪˈzeɪʃən/) — переведення інформації в цифрову форму. Більш технологічне визначення: цифрова трансмісія даних, закодованих у дискретні сигнальні імпульси. Результатом є подання об'єкта, зображення, звуку, документу або сигналу (як правило, це аналоговий сигнал) шляхом генерації ряду чисел, що описують дискретний набір точок. Результат називається цифровим представленням або, точніше, цифровим зображенням для об'єкта та цифровою формою для сигналу. У сучасній практиці оцифровані дані мають форму двійкових чисел, що полегшує комп'ютерну обробку та інші операції. У загальному вигляді цифрування означає перетворення аналогового вихідного матеріалу у числовий формат. Попри те, що аналогові дані, як правило, більш надійні, цифрові дані можуть легше обмінюватися та отримувати до них доступ, й теоретично можуть розповсюджуватися нескінченно, без втрати якості, за умови їх переходу у нові, стабільні формати. Саме тому оцифрування — поширений спосіб збереження інформації багатьох організацій по всьому світу.

## Види оцифровування
Види оцифровування:
- оцифровування науково-інженерної інформації (графіки, карти та інше.) Для цього існує ряд програмних застосунків, таких як Plot digitizer та Engauge Digitizer'', що належать до Open Source;
- оцифровування звуку. Принципи викладено в статті цифровий звук;
- оцифровування відео;
- бібліотечне оцифровування — переведення паперових видань в електронний вигляд. Для прикладу можна ознайомитись з програмою reCAPTCHA;
- інше.

## Диджитайзер
Диджитайзер — пристрій для зацифровування, тобто перетворення (конвертування) відеосигналу, з аналогової — в цифрову форму. 
Застосовують в ході:
- введення графічної інформації в ЕОМ;
- перетворення даних із застарілих носіїв інформації (магнітні касети, VHS-касети тощо) — у цифровий формат;
- сканування та зацифрування з високою точністю (роздільною здатністю) великих нецифрових 2Д-об'єктів (топографічних та інших карт), точність розпізнавання дрібних елементів карт може сягати тисячних міліметра;
- цифровізації зелених насаджень[3][4].

## Українська диджиталізація
Слово «Діджиталізація» широко увійшло до української мови — цей неологізм (через літеру «і») зустрічався в офіційних пресс-матеріалах та виступах різних можновладців. Словник сучасної української мови та сленгу «Мислово» називає його словом 2019 року. Наведене значення — «зміни в усіх сферах суспільного життя, пов'язанні з використанням цифрових технологій».